# Slot (modelismo)

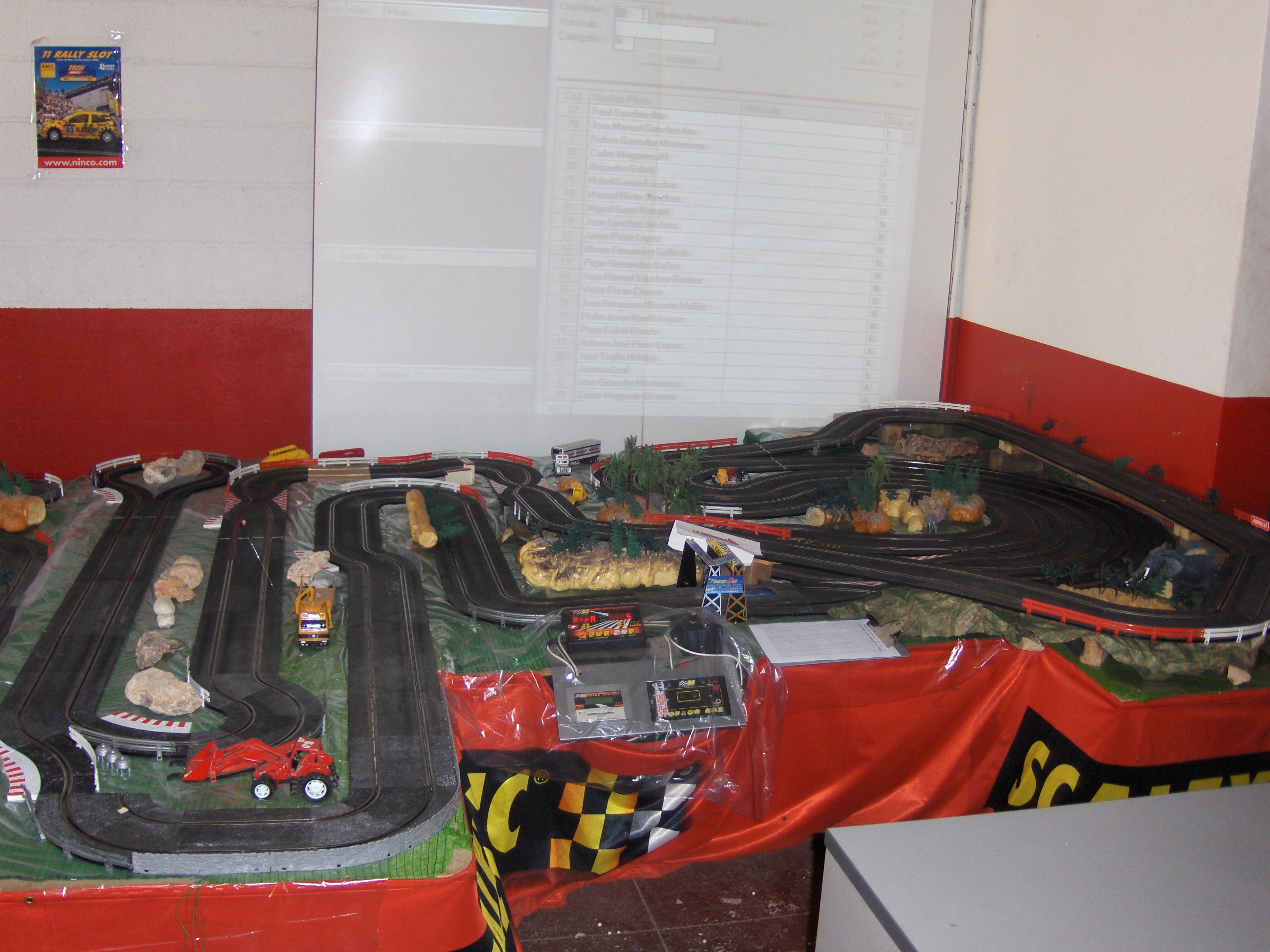
Tramo de rally en un club profesional.

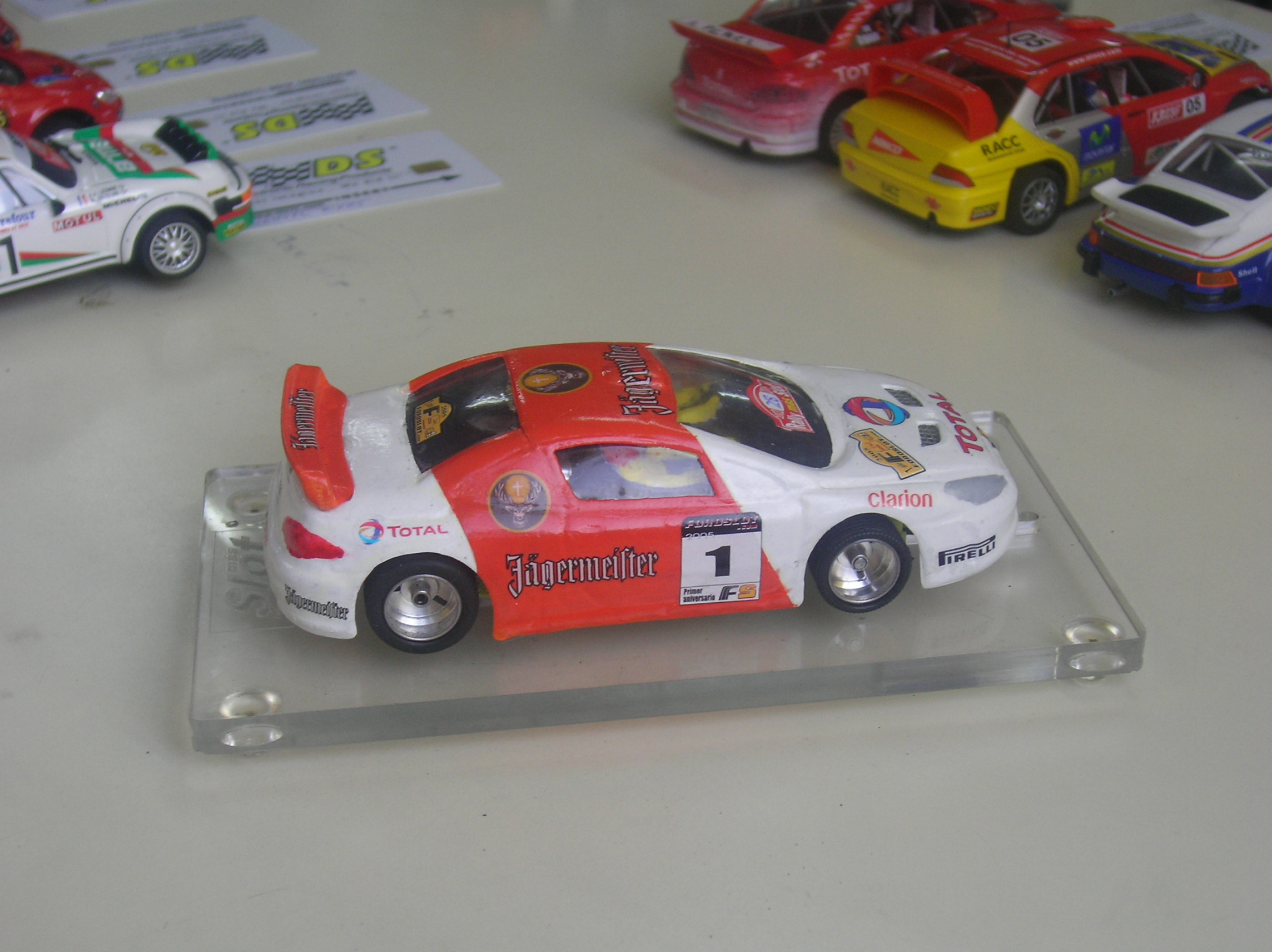
Coche de grupo A para slot.

El slot, autopistas en miniatura o fórmula de salón es un deporte competitivo consistente en hacer correr los automóviles a escala equipados con motores eléctricos lo más velozmente posible por unas pistas equipadas con ranuras especialmente diseñadas para ello, de donde se alimentan eléctricamente los coches y es de estas ranuras por las que viene el nombre del término inglés slot («ranura»).
Los materiales mínimos para ello son una pista, un coche, un transformador o fuente de alimentación y un mando controlador. La diversión y dificultad del slot consiste en que el coche circule lo más rápido posible sin que se salga del carril, ya sea en velocidad, rally, raid, etc. Es posible facilitar la tarea incluyendo pequeños pero potentes imanes que atraen el chasis a la pista.
Aunque para los entendidos en el tema se llama slot, para la mayoría de la gente dicho término resulta extraño, y se prefiere usar la marca registrada Scalextric como nombre genérico, aún a pesar de haber proliferado ampliamente otros fabricantes en las dos últimas décadas. El término slot procede del inglés, sin modificación alguna, en referencia a la ranura por la cual discurre la guía o quilla del coche y de la que toma la corriente eléctrica.
Es un juego existente desde mediados del siglo XX, exactamente desde 1952, aunque no por ello ha gozado siempre de una especial aceptación. De todas formas, en los últimos años se ha expandido, diversificándose en distintas corrientes. La escala más común en Europa occidental y Latinoamérica es la 1/32, pero dependiendo del país, las más extendidas son 1/24 o 1/43, especialmente en EE. UU., llegando a la 1/83 (H0) en ciertos casos cuando el espacio disponible es mínimo.

## Historia

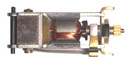
Motor RX-1

Los primeros coches de slot a nivel comercial fueron fabricados por Lionel (EE. UU.) y aparecían en sus catálogos desde 1912, suministrando energía de unos rieles de tren eléctrico metidos en una ranura. Eran sorprendentemente similares al slot moderno, pero el control de velocidad era un extra opcional. Se dejó de fabricar hacia 1915. Esporádicamente aparecieron nuevos sistemas similares durante las cuatro décadas siguientes. Aunque la patente de un coche de slot es de marzo de 1936, hasta el final de los años 1950, casi todos los vehículos de juguete eran guiados por rieles elevados.

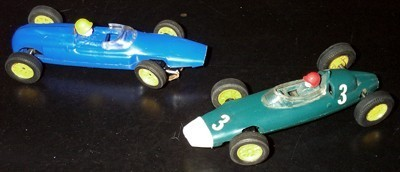
Unos Cooper BRM primitivos.

A finales de los años 1930, auténticos modelistas competían con modelos de escalas relativamente grandes, como la 1/16 o 1/18, propulsados por pequeños motores de dos tiempos, originalmente con bujías. Para guiarlos, los coches eran anclados a un riel central único, en el centro de una pista circular, llamados "Tether car" en el Reino Unido, y se cronometraban en tandas. No existía un control humano sobre el coche, por lo que era, más que nada, un hobby mecánico. En los años 1940, los modelistas británicos empezaron a experimentar con coches eléctricos controlables equipados con motores eléctricos artesanales, y en los años 1950 se usaron motores comercializados de tren eléctrico. En 1954, la Southport Model Engineering Society del Reino Unido fue reclamada por el dueño de la patente para hacer exhibiciones y conseguir donaciones de dinero, así que los miembros construyeron una pista de carreras eléctrica, de 6 carriles y unos 18 metros de longitud, para modelos a escala 1/32, que son los considerados como los progenitores del slot moderno. En 1955-1956, varios clubes, también en los Estados Unidos de América, construyeron pistas similares con rieles en la superficie de la pista. El término "slot car" fue acuñado para diferenciarlos de los originales, que se desplazaban sobre rieles comunes. Así proliferaron las pistas hechas por varias personas en un club. Eran muchas las ventajas del nuevo sistema de ranura frente al antiguo de rieles, como la imposibilidad de derrapar. Los nuevos clubes se decantaban cada vez más por el sistema de ranura. Hacia 1963, el pionero en los clubes se pasó al nuevo sistema.

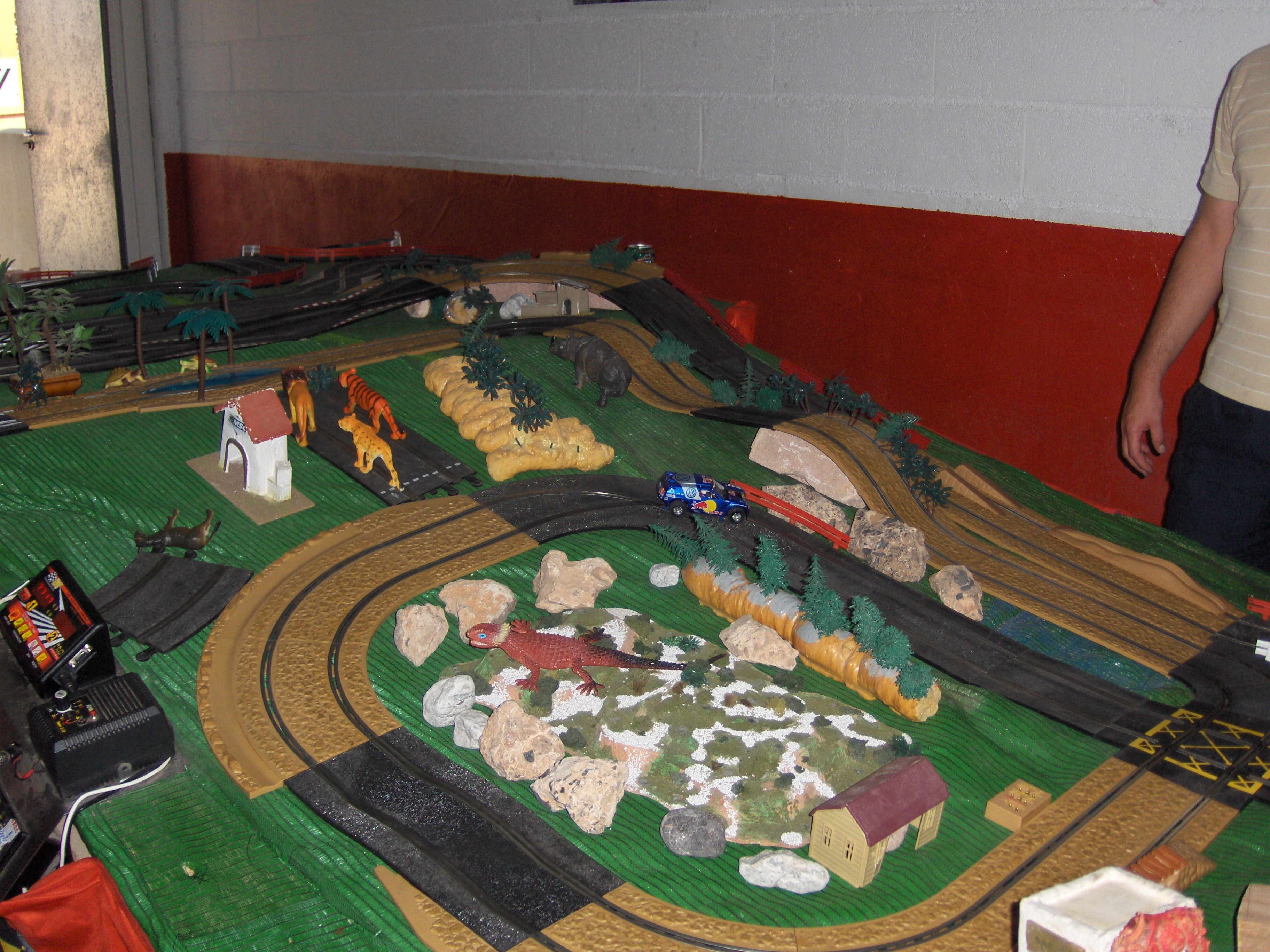
Tramo de raid de slot.

En 1957, Minimodels UK, a través de Fred Francis, convirtió a la electricidad sus coches Scalex a escala 1/30 y 1/32 con mecanismo de cuerda, creando la famosa Scalextric, y Victory Industries UK introdujo la línea VIP. Ambas compañías se pasaron al moldeado en plástico hacia 1960 para proveer modelos controlables con apariencia de coches reales a 1/32 para el gran mercado. 
En los años 1970, el juguete estaba presente ya en muchos hogares, los motores de tren adaptados fueron olvidados y el mercado volvió a centrarse en el aficionado. Existían organizaciones a nivel nacional y local que trabajaban para establecer un sistema de normas para las diferentes clases de competición. La innovación tecnológica derivó en mayores velocidades en todas las escalas, con motores, neumáticos e imanes mejorados, por lo que los entusiastas de la década anterior pensaron que el slot era muy especializado para el aficionado casual y recordaron que el slot original era más lento, pero más divertido. En estos años empezaron a aparecer nuevos fabricantes de slot tales como Märklin, Fleischmann, ya especializados ambos en modelismo ferroviario, y Carrera, todas ellas de origen alemán.
En los años 1990, el diseño por computadora y la impresión en 3-D ayudaron a crear modelos auténticos, mucho más detallados. Además, se comercializaron piezas de alta competición. En 2004 el Slot digital apareció para la escala 1/32, ofreciendo la posibilidad de competir con más coches que carriles.
En España, hacia 1962, Exin adquirió los derechos para la fabricación y venta de Scalextric, y se instaló en Barcelona. Sus coches se empezaron a vender por unas 1 200 pesetas, un precio bastante elevado para la época. Al principio se importaron nueve modelos. Ya en 1964, Scalextric se convirtió en un éxito a escala mundial; sus productos se vendían en Francia, España, Australia, Nueva Zelanda y Estados Unidos. La magnitud de dicho éxito se constataba en la contratación del piloto de Fórmula 1 Jim Clark para la promoción de Scalextric por el mundo. También patrocinó un McLaren MA4 en una carrera de Fórmula 3000.
En junio de 2012 aparece la marca OSC Original Slot Cars, una marca española que lanza al mercado el modelo Peugeot 205 T16 Evo1. Mítico en su momento y ahora convertido a escala1:32 sin descuidar ningún detalle,[cita requerida] busca satisfacer las necesidades de los coleccionistas del slot y de los competidores. OSC Original Slot Cars se ha presentado en la Feria Internacional del Juguete de Núremberg, Alemania.

## Cómo funciona
La electricidad llega al coche mediante dos raíles de metal insertados en la pista y que es captada mediante dos trencillas metálicas, generalmente de cobre. Las trencillas van montadas en un soporte fijo, pivotante o direccionable llamado guía. El voltaje de los rieles se varía desde un mando controlador, que funciona con un reostato. Esa tensión procede de un transformador externo a la pista.
Actualmente se equipan los coches con imanes para ayudar a tenerlos sujetos al riel y aumentar su velocidad en las curvas. Los entusiastas prefieren suprimirlo para una mayor diversión, debido a que permite un mayor control humano sobre el coche y hace posibles bonitos derrapes.[cita requerida]
Hoy en día, en España muy pocas competiciones permiten el uso de imanes, y la mayoría de las que lo hacen, solo lo autorizan en categorías infantiles.

## Coches
Son la principal atracción del slot. Emulan modelos reales de automóviles, de todas las épocas, competiciones y diseños. Pero un desguace genérico consiste en:

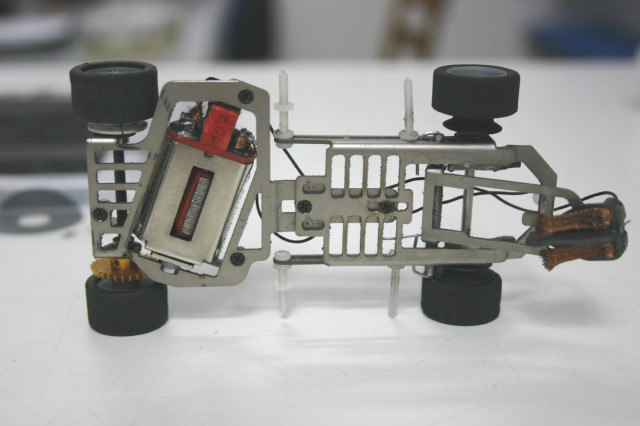
Chasis de titanio anglewinder para rally de MSC.

Para desmontar un coche de serie lo tomamos y retiramos sus tornillos por la parte inferior, pudiendo ser desde 1 hasta 6. La carrocería queda por un lado y el chasis por otro.

### Carrocería
Pueden ser de una sola pieza, aunque son algo antiestéticas. Se realizan en diversos materiales, siendo los más comunes el plástico (ABS, el butirato o acetato), la resina o la fibra de vidrio. Algunas se pueden desmontar, dejando paso a un sistema opcional de iluminación, generalmente por LED, y al interior del habitáculo.
Los tornillos se encargan de sujetar el chasis a la carrocería. De metal o plástico, no es conveniente que estén totalmente apretados, ya que así permiten un efecto de basculación de la carrocería y se mejora el paso por las curvas.
El habitáculo es de plástico común, lexan o similares. Según sea de serie, preparado para competición y demás, puede llevar solo al piloto, copiloto, rueda de repuesto, extintores, jaula de seguridad, etc. En competición, en rally tiene que llevar piloto y copiloto; sin embargo, si compite en pista de velocidad, solo tiene que llevar al piloto.

### Chasis
En general son de una pieza y pueden ser de plástico, acero, aluminio, titanio, fibra de vidrio o, en ocasiones, fibra de carbono. Suelen llevar el soporte para el motor, aunque hay algunos que llevan por separado la cuna donde se aloja el motor y el chasis. En ellos es donde están puestos todos los elementos del coche: motor, cojinetes, ejes, llantas y guías.

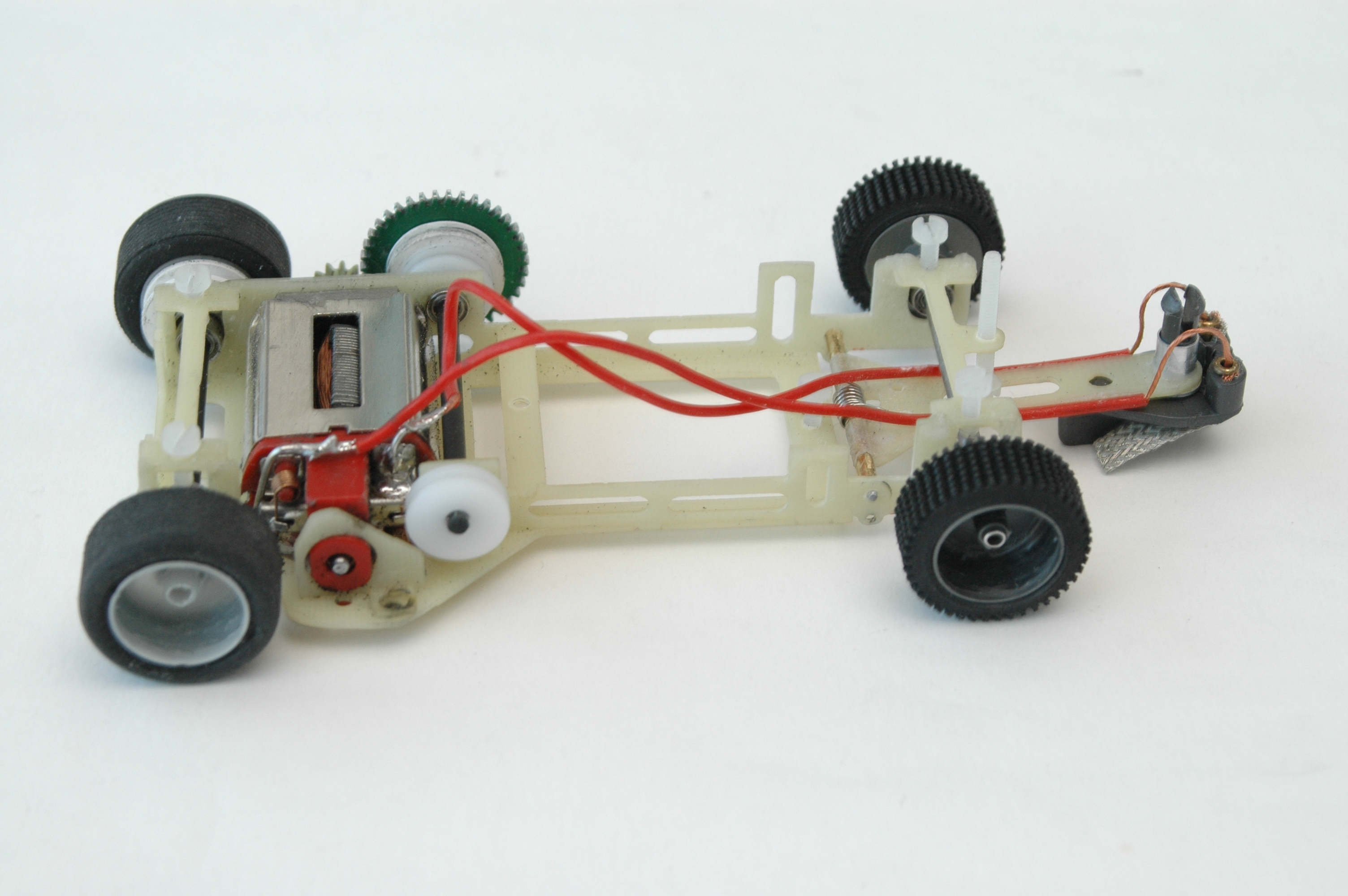
Chasis sidewinder de fibra de vidrio para rally, Twister TR-5

La cuna es una subdivisión del chasis donde se aloja el motor para permitir mayores y mejores regulaciones. No es una pieza presente en todos los chasis, sino que es característica de algunos, y puede ser de plástico o metálica.

#### Motor
El motor es el encargado de producir el movimiento del juguete. Los hay de muy diversas prestaciones y capacidades, pero se pueden subdividir según su tamaño en caja larga, caja corta, caja media, caja RX y abierto; y según su posición respecto al eje, en transversal (Sidewinder), en ángulo (Anglewinder) y en línea.
El piñón, movido por el motor, es el engranaje primario que transmite la fuerza a la corona del eje. Al igual que la gran mayoría de las piezas, puede ser de diversos materiales: nailon, bronce, latón o acero. También varía su número de dientes, desde 8 hasta 13, permitiendo mayor aceleración con las menores y mayor velocidad con las más grandes.

#### Ejes
El soporte de los elementos motrices. Es de vital importancia que esté totalmente recto y que sea fuerte, a la vez que ligero. Normalmente son de acero, pero de nuevo, entran en juego los materiales de alta tecnología, titanio, aluminio o fibra de carbono. También pueden ser huecos, pero solo se suelen usar en la parte frontal o en coches muy ligeros, debido a que son débiles. 
La sujeción del eje es el cojinete. Es imprescindible que estén bien lubricados para un buen funcionamiento del coche. Otra vez más, los hay de diversos materiales, aunque interesan los de menor fricción. Por tanto los mejores son los de teflón, aunque se usan los de bronce por ser más baratos. Los rodamientos a bolas no están permitidos por muchos reglamentos.

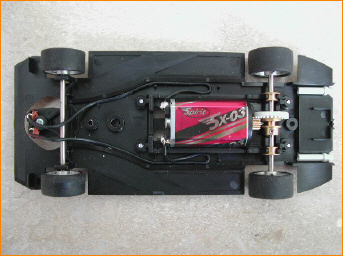
Chasis de Dallara de Spirit, para velocidad.

Elemento principal de la transmisión, junto al piñón, es la corona a la que se hacía referencia anteriormente. Varía entre 23 y 40 dientes, generalmente. Debe estar bien lubricada, aunque no en exceso. Puede ser de teflón o plástico común, y su alma o parte central, de aluminio o bronce. A mayor número de dientes, más aceleración, pero menor velocidad.
Una variante de la corona es el diferencial. Es un elemento muy costoso y delicado, pero de gran utilidad si se sabe usar. Permite que una rueda avance más rápido que la otra en curvas, evitando el derrape. Suele utilizarse solo en 1/24.
Las llantas son el soporte del neumático. Deben estar bien fijadas al eje, ya que son propensas a salir volando de su alojamiento. Son de plástico, magnesio o aluminio. Al igual que los piñones, cuanto más grandes, mayor velocidad aportan a costa de perder aceleración.
En última instancia, el encargado de transmitir la potencia a la pista es el neumático. Están hechos de caucho natural o de silicona. Al contrario de lo que normalmente se cree, los delanteros han de tener el menor agarre posible para evitar salidas de pista por subviraje. También, un agarre excesivo de los traseros pueden provocar el vuelco.
No son característicos de todos los modelos, pero los muelles se han popularizado en los modelos de rally últimamente. Se usan como amortiguadores y los hay de durezas distintas, según el firme y el tipo de conducción.
Para transmitir la potencia también al eje delantero en algunos modelos existen las poleas (hay quienes lo hacen con un segundo piñón). Las hay de aluminio y plástico, de menor o mayor tamaño. Si no se colocan correctamente, sus efectos pueden ser nulos y hasta contraproducentes.
La unión entre dos poleas es la correa. Son de goma y se diferencian por su longitud y sección. Una correa corta transmite mejor la potencia al eje delantero y mejora la frenada, pero su comportamiento es muy brusco y puede llegar a debilitar y doblar el chasis.

#### Guía
Es la parte más baja del coche. Su misión es guiar el coche por el riel, aparte de alojar las trencillas para tomar la corriente. Normalmente son de plástico, pero en 1/24 pueden ser de grafito.
Las trencillas son las encargadas de transmitir la corriente de la pista al coche. Metálicas, pueden ser más blandas o duras. Se hacen de cobre, estaño o incluso, plata.
Dependiendo del material con el que estén hechas, la duración, la conducción y la dureza serán diferentes.
| Material | Conductividad            | Duración | Rigidez  |
| -------- | ------------------------ | -------- | -------- |
| Cobre    | Muy alta, 58,108·106 S/m | Larga    | Baja     |
| Plata    | Muy alta, 63·106 S/m     | Corta    | Muy alta |
| Estaño   | Alta, 9,17·106 S/m       | Media    | Media    |

Las propiedades no siempre son las indicadas, dependiendo del fabricante, pero son las más habituales y normales. La rigidez influye en la dificultad en colocarlas y en su flexibilidad a la hora de absorber irregularidades. Se debe escoger un tipo de trencillas adecuado al uso que soportará y al tipo de competición.
Los cables llevan la corriente de las trencillas al motor, además de servir de sistema de retorno de la guía a una posición neutral. Deben ser lo suficientemente flexibles como para no impedir el libre movimiento de la guía, pero lo suficientemente rígidos como para hacer su trabajo de retorno de la guía.
Los basculantes son propios de todos los coches de raid, en los que la guía tiene un brazo que le permite bascular verticalmente para sortear mejor los obstáculos. Va accionado por un muelle, que no interesa que esté especialmente tenso. Los hay de plástico, acero o titanio. Algunos lo llaman "moco", debido a que se queda colgando con respecto al chasis.

## Mando

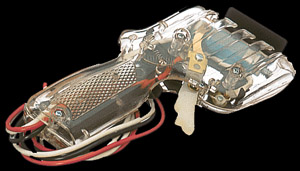
Mando analógico

Aquí hay que hacer dos divisiones, ya que con el progreso de las tecnologías se están popularizando los mandos electrónicos, que poco o nada tienen que ver con los tradicionales.
- Analógicos: funcionan con un simple reostato, que libera la potencia por medio de un cursor solidario al gatillo del mando. La resistencia de dicho reostato varía entre 10-15 Ω y 60 Ω. A mayor valor de resistencia, mayor suavidad de funcionamiento. Los más comunes entre los entusiastas también equipan una posición de freno, que ayuda a detener el coche con mayor rapidez. Dicha posición hace fluir el mismo polo por ambos rieles, provocando un efecto de freno electromagnético en el motor. A veces el efecto varía con un sistema reductor de freno, para limitar la potencia de frenado. Consiste en una resistencia variable acoplada al cable, generalmente rojo, de freno. Se pueden adquirir hechos o se pueden realizar de manera sencilla en casa.

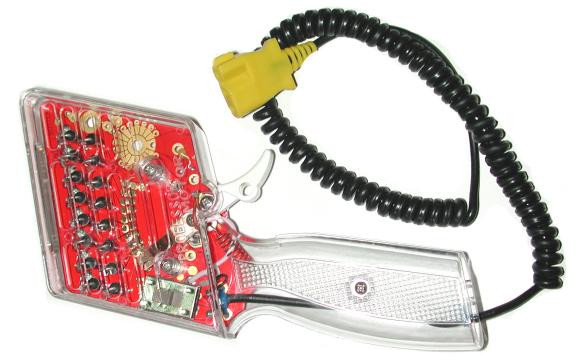
Mando electrónico de diodos

- Electrónicos:Mando electrónico de diodos su uso es relativamente reciente. Basan su funcionamiento en la asociación en serie de diodos o en el control de pulsos (electrónicos digitales). Trabajan más rápido de lo que puede controlar el humano, convirtiéndolo en una herramienta muy útil, pero también cara y frágil.[27][28] Tienen múltiples regulaciones, como control de la entrega de potencia, aumento de freno (efecto freno de mano), distintas curvas de potencia...

## Pistas

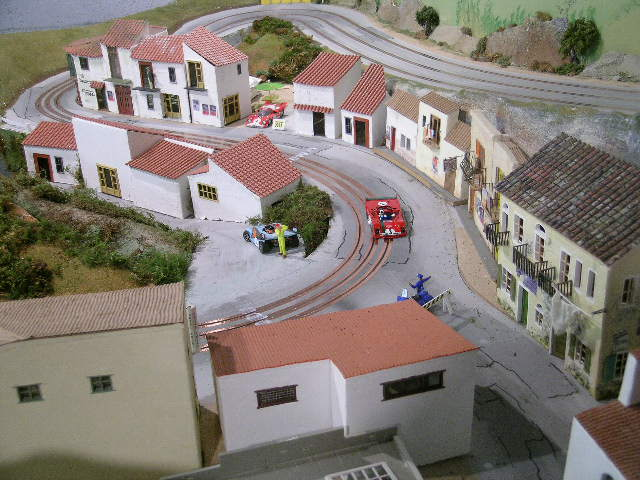
Pista artesanal de madera.

Aunque las primeras se realizaban con caucho, su prohibitivo coste permitió que hoy en día se usen exclusivamente dos tipos distintos:
1. Plástico: se hacen principalmente con polietileno moldeado. Las diferencias radican en las introducidas por los mismos fabricantes para diferenciarlas de las demás. Son económicas y sencillas de trabajar, además de facilitar la tarea del cambio de trazado de pistas. Las juntas entre dos porciones de pista dejan una superficie ligeramente irregular, causando un molesto traqueteo y la posibilidad incluso de romper ciertas partes de un coche, debido a los botes. Las múltiples uniones eléctricas derivan en una caída de tensión y contribuyen a los fallos eléctricos. Para evitarlo, en las pistas permanentes se invierten ingentes cantidades de dinero y tiempo para soldar las piezas una a una a fin de evitar dichas caídas e irregularidades.
2. Madera: son totalmente artesanales y, por tanto, exigen un gran esfuerzo físico. Permiten cualquier trazado, independientemente del espacio disponible. No tienen problemas de tensión o de baches, su recorrido es único y la decoración es totalmente libre. No hay que ceñirse a tramos prefabricados. La mayoría son caseras.[29]

Últimamente hay una opción mixta, que permite la calidad de una pista de madera con la versatilidad de una de plástico. Son caras y no son muy modificables, pero abre la puerta a la posibilidad de trasladar una pista de grandes dimensiones y de calidad.
Digital: también es de plástico, pero con la posibilidad de hacer cambios de carril a voluntad y de poner mayor cantidad de coches que de carriles. Por ahora no está extendido, dada su complejidad y su precio. Su funcionamiento es más parecido al de los trenes eléctricos. Casi ningún club los tiene para su uso profesional.
Se dividen en un soporte, que hace también las veces de superficie por la que se rueda, y unos rieles metálicos incrustados en su ranura. Van machihembradas para permitir unirlas unas a otras. Las hay planas, bacheadas, cóncavas, convexas, lisas, curvas, rectas, etc. Pueden aceptar accesorios como bordes de pista, vallas o decoraciones varias.

## Circuitos
La gran variedad de pistas que ofrecen los fabricantes permite el montaje de los más variados trazados posibles, y la imaginación y el espacio disponible son el límite. Estas pistas comerciales prefabricadas hacen posible el montaje de circuitos con hasta 8 carriles. Se pueden dividir en circuitos abiertos, cerrados, de velocidad o de rally.
En el caso de las pistas de madera, no existen límites. El único impedimento es el espacio disponible. Al no depender de tramos prefabricados, se puede hacer un trazado a voluntad, pudiendo incluir desniveles, deformaciones u obstáculos.

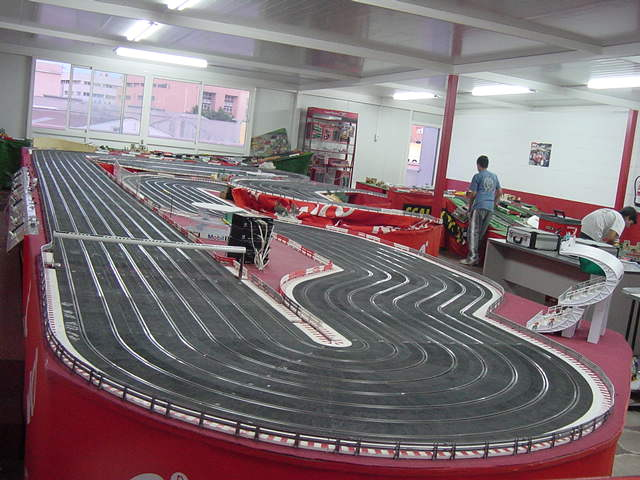

## Competición
Las competiciones de slot son las reuniones que llevan a cabo los aficionados y los organizadores para hacer un juego entre un gran número de participantes.

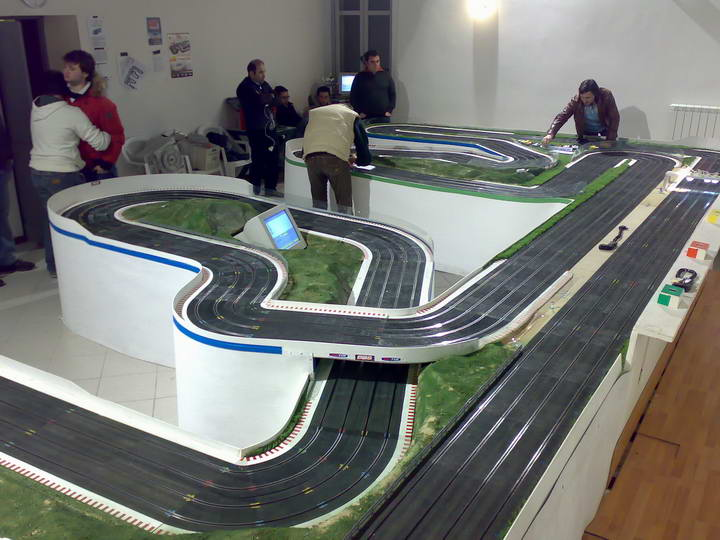
Pista de 4 carriles para velocidad.

- Velocidad: Pista de 4 carriles para velocidad. Se trata de dar la mayor cantidad de vueltas al circuito en un lapso de tiempo determinado, llegando incluso a las 24 horas (carrera de resistencia); o de dar un número determinado de vueltas en el menor tiempo posible (carrera al sprint). Los circuitos pueden ser extremadamente largos. Sus categorías se dividen según el tipo de coche.[1]

- Rally/Raid: compite solo un jugador a la vez, pero hay muchos participantes. Al contrario que en la velocidad, se trata de dar un determinado número de vueltas en el menor tiempo posible. Es considerada por algunos la versión más técnica. Las categorías también son diferentes a la velocidad, y se dividen según el grado de preparación y mejora de un coche.[1]

- Subida en cuesta: al igual que en el rally, los pilotos corren de uno en uno en una pista que empieza en un punto muy cercano al suelo del local donde se celebra, para ir subiendo progresivamente hasta el final de la pista, en alto, donde un sensor confirma la llegada del coche y el fin de la subida. La prueba consiste en hacer dicho recorrido ascendente en el menor tiempo posible. Suele haber varias categorías y los coches utilizados suelen ser tanto de rally como de velocidad (nunca camiones ni todoterrenos). Normalmente cada participante hace el recorrido tres veces y el mejor tiempo obtenido es el que se tiene en cuenta para la clasificación.

## Reglamentos
Este es un punto de discordia entre todos los aficionados, especialmente en rally. Al no existir ningún órgano regulador, federativo o demás, de slot a nivel nacional que imponga un reglamento, el slot se ha tenido que adaptar a las corrientes que dominan según las épocas.
Hoy en día, para rally, los reglamentos más aceptados son los publicados por la Associació Catalana d'Slot (ACS) y por la Agrupación de Escuderías de Rallyslot (AER).

## Clubes
Todo aquel aficionado dispuesto a dar el siguiente paso respecto al Slot en su domicilio tiene la obligatoriedad de visitar un Club. En este entorno sus conocimientos y habilidades mejoran al encontrarse en un entorno apto para la competitividad. A continuación, os dejamos un listado de clubes a nivel nacional: (España)
- Cádiz
  1. Club Slot Medina Cars es un club dedicado esclusivamente al Slot 1:32. Este se ubica en Medina Sidonia en la provincia de Cádiz (España) en el que ofrece varias pistas de rally en madera y la opción para los socios de hacer otras en plástico, incluso para raid (Dakar). Además, alberga la única pista de velocidad en mariposa (2 pistas simétricas) fija de toda Europa.

## Los que hacen posible el hobby
Aunque el slot a nivel casero tan solo requiere un participante, en las competiciones hace falta un gran personal para posibilitar estas reuniones. Siendo los participantes de dichas competiciones los que motivan a los demás a llevar a cabo su labor, de vez en cuando ellos también tienen que colaborar para mejorar el servicio.
Los organizadores sacrifican parte de su tiempo libre para que todos se puedan divertir unos momentos, si bien es verdad que ellos también pasan buenos ratos.
Los patrocinadores colaboran con los organizadores para ofrecer a los participantes unos detalles que permiten que esas carreras sean recordadas, además de crear su imagen de marca: premios especiales, comida y bebida, regalos, etc.

## Aficionados
El slot es algo que mientras más se conoce más apasiona, por tanto existe una gran diversidad de variantes, existen en el mundo una tremenda cantidad de auténticos entusiastas y dentro del propio slot hay una cantidad de terrenos diferentes sobre los que cada aficionado se especializa. Desde los competidores como pilotos, modelaje, electrónica, coleccionistas, software de slot PC, diseñadores de circuitos, gestores de carreras, transformación de coches para slot... por nombrar solo algunas de las facetas más populares.

### Amateurs
Son recién llegados que todavía buscan qué es lo que más les gusta del mundillo. No invierten mucho dinero por miedo a fracasar.

### Coleccionistas
Buscan infinidad de modelos según diferentes criterios (marcas, pilotos, equipos, o modalidad deportiva, entre otras). También suelen ser aficionados a restaurar sus modelos para dejarlos como en su primer día y a documentar todos los modelos y series de los mismos para situarlos mejor en su fecha de producción. Se han llegado a presentar colecciones privadas que cuentan con hasta 4000 ejemplares distintos. Al igual que pueden llegar a gastar ingentes cantidades de dinero en las compras, no les importa pagar un seguro para proteger sus más queridas piezas.

### Competidores
Basan su afición en la participación en diversas competiciones. Las posibilidades de preparación de un coche son casi infinitas, debido a la increíble cantidad de repuestos que hay disponibles en el mercado. Les es indiferente invertir en cualquier nuevo producto siempre que sea para mejorar su rendimiento. Pueden pasar horas y horas entrenando.

### Modelistas
Aunque su nombre no está muy especificado, se pueden definir así. Crean nuevos modelos artesanalmente que no existen en el mercado para disfrute propio. También pueden usar las carrocerías para decorarlas a su gusto o por encargo. Les gusta más la parte estética del coche que la parte mecánica. Son aficionados al llamado scratch building.

### Montadores
Su participación en el mundillo se puede reducir a simplemente el montaje o la fabricación de pistas. Pueden ser, a menudo, objeto de múltiples desprecios o insultos debido a un posible fallo en sus pistas. Los hay desde los que se ciñen a trazados reales en el mundo hasta los que crean pistas únicas, con trampas hechas para provocar fallos y con numerosas dificultades que llegan a ser un comecocos para los corredores.
Existen muchos aficionados con intenciones variadas, que recogen un poco de cada una de las vertientes de la afición o hobby. También son, posiblemente, los más numerosos.

## Excentricidades

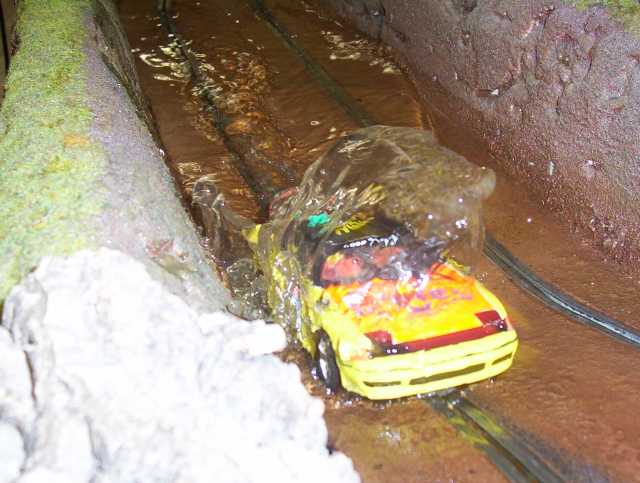
Toyota Celica vadeando un río

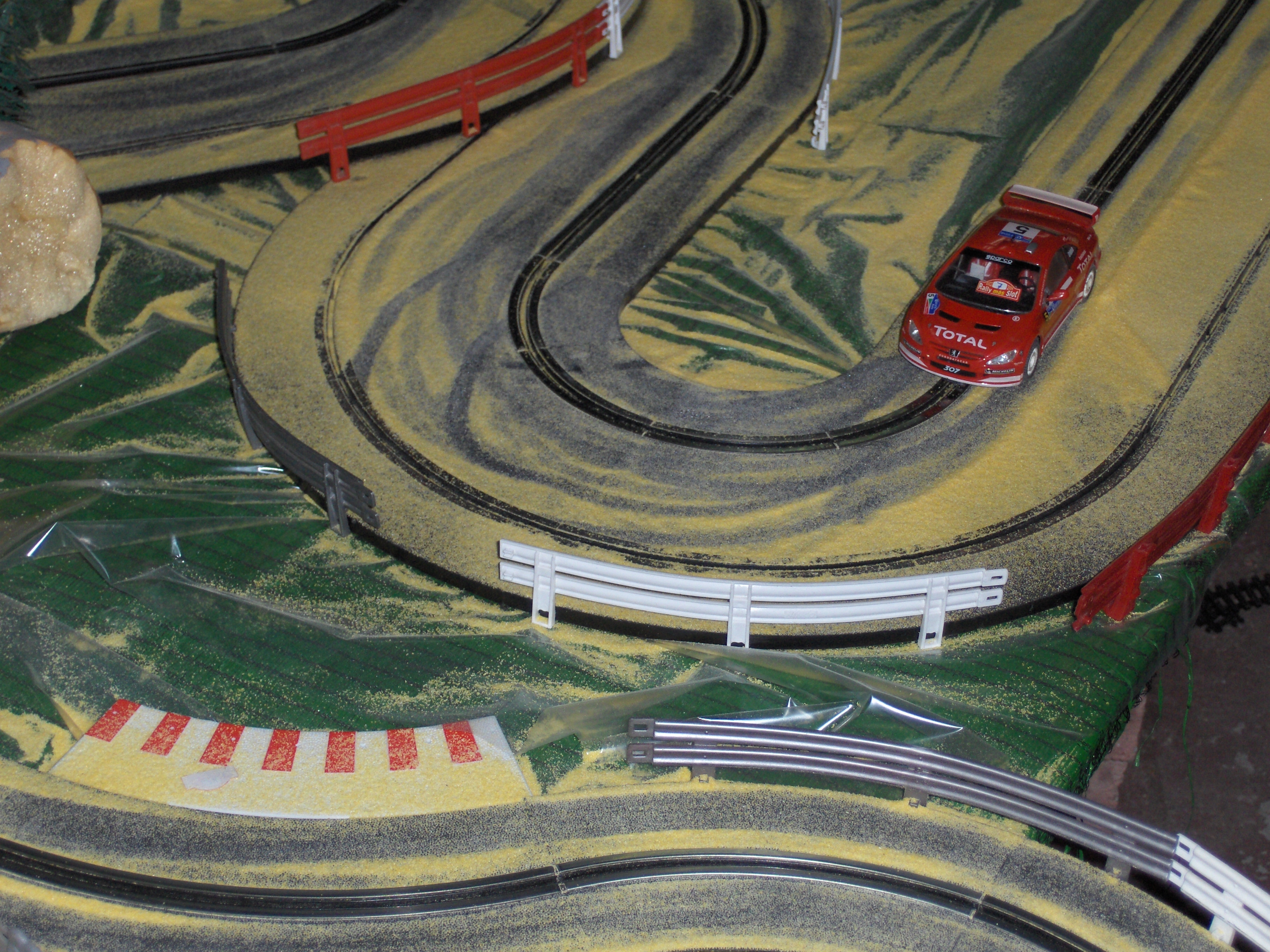
Peugeot 307 en un tramo de gofio.

La incompatibilidad de la electricidad y el líquido elemento parece deshacerse en el mundo del slot. No se trata de humedecer las pistas para que el coche se deslice, sino del vadeo completo de un río. El agua destilada no conduce la electricidad, llegando a ser posible, aunque no recomendable, el uso de agua corriente. Aun así, hay que tener cuidado con proteger las partes electrónicas del circuito, ya que pueden resultar gravemente dañadas. La experiencia resulta a los neófitos realmente increíble, y para los introducidos, gratamente satisfactoria y divertida.
También se puede espolvorear harina o cacao en polvo para simular nieve o tierra respectivamente. El gofio canario también se utiliza, pues es el que mejor simula los efectos de la tierra, pero resulta caro y difícil de encontrar. El inconveniente de usar el cacao es que, al tener azúcar, puede bloquear el motor si no se protege convenientemente por la temperatura.
De todas formas, si el usuario no quiere arriesgarse a ensuciar o a mojarse, puede cubrir los neumáticos con cinta aislante con el fin de reducir el agarre.
Con cualquiera de las opciones, es conveniente equipar al coche con neumáticos con dibujo, ya que se puede quedar atascado fácilmente. Es mejor no mezclar los dos efectos en la misma pista, ya que se forma dentro de los coches y sobre la pista una especie de barro que dificulta el funcionamiento y es difícil de limpiar.
En 2015 la marca española MITOOS sacó al mercado unos neumáticos que ha llamado Climáticos con un grip y color especial de manera que hay tres tipos de neumático para seco para lluvia y para hielo, además incluye un dado configurable para poder determinar antes de comenzar la carrera o incluso la manga o el tramo la condición climática en la que se correrá. Estos neumáticos se están usando ya en carreras de clubes tanto de velocidad como de rally aportando un nuevo factor a las carreras y una nueva dimensión en la realidad de la competición.